# Los Angeles Sentinel
Los Angeles Sentinel è un settimanale fondato nel 1933 a Los Angeles (California) da  Leon H. Washington  ed è indirizzato principalmente alla popolazione afroamericana.